# Raymond (Nebraska)
Raymond – wieś w Stanach Zjednoczonych, w stanie Nebraska, w hrabstwie Lancaster.